# Hylesia mystica
Hylesia mystica är en fjärilsart som beskrevs av Dyar 1913. Hylesia mystica ingår i släktet Hylesia och familjen påfågelsspinnare. Inga underarter finns listade i Catalogue of Life.